# Venusia cambrica
Venusia cambrica (tên tiếng Anh: Làn sóng Welsh) là một loài bướm đêm thuộc họ Geometridae. Nó được tìm thấy ở châu Âu, miền tây và miền trung Xibia, Altai, Ngoại Baikal, vùng Viễn Đông Nga, bán đảo Triều Tiên, Nhật Bản và ở Bắc Mỹ, nơi nó có thể được tìm thấy khắp Canada từ Newfoundland và Labrador đến British Columbia, phía nam ở phía tây đến California, phía nam ở phía đông đến Georgia.

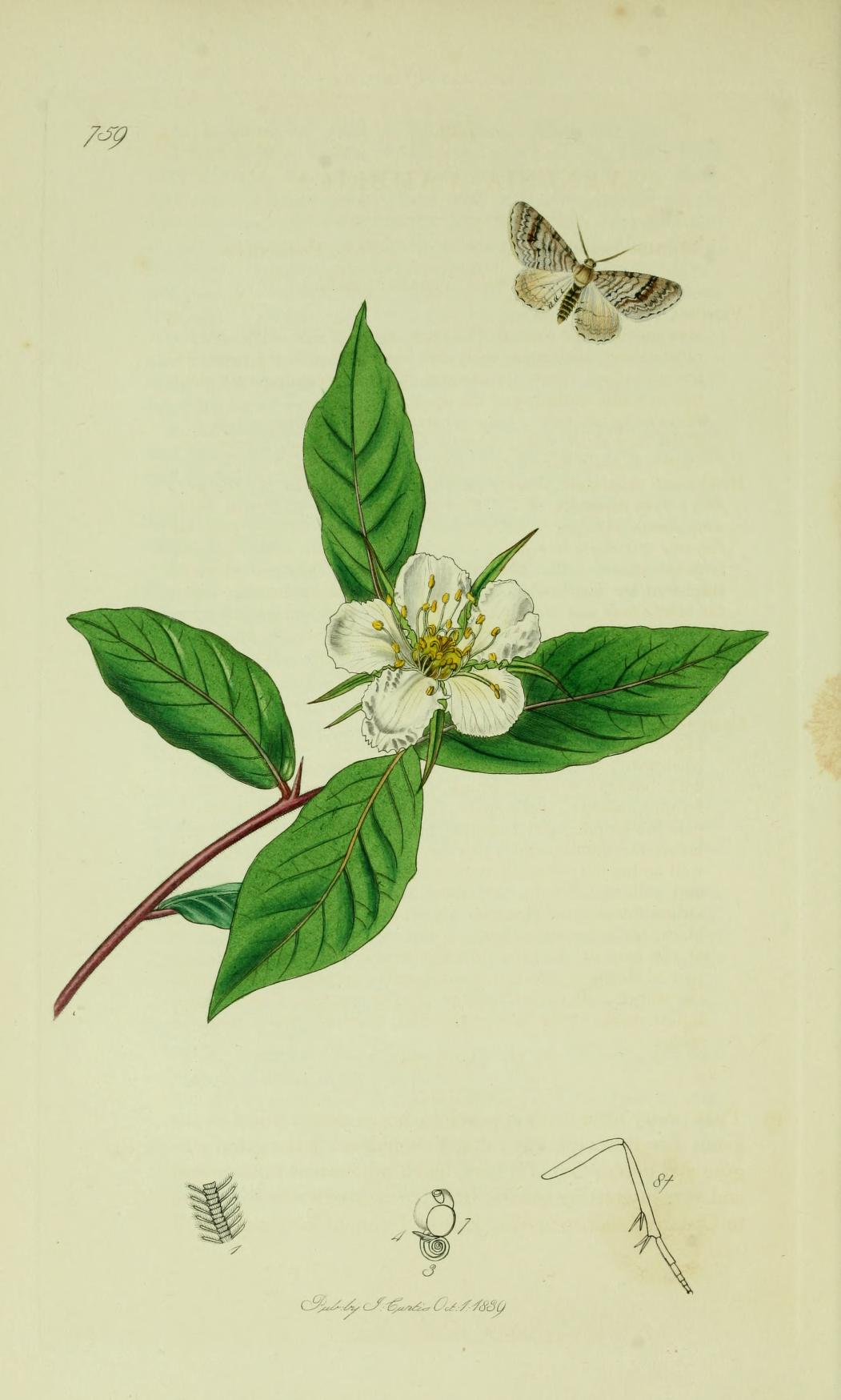
Minh họa từ John Curtis's British Entomology Volume 6

Sải cánh dài 27–30 mm. Con trưởng thành bay từ tháng 7 đến tháng 8 ở Tây Âu, từ tháng 6 đến tháng 9 in New Brunswick và Quebec và từ tháng 3 đến tháng 8 in California. Có hai lứa trưởng thành một năm.
Ấu trùng ăn lá của Sorbus aucuparia. Other recorded foodplants include cây tổng quán sủi, cây táo, cây cáng lò (hay cây bulô), mountain ash, serviceberry và cây liễu.

## Hình ảnh

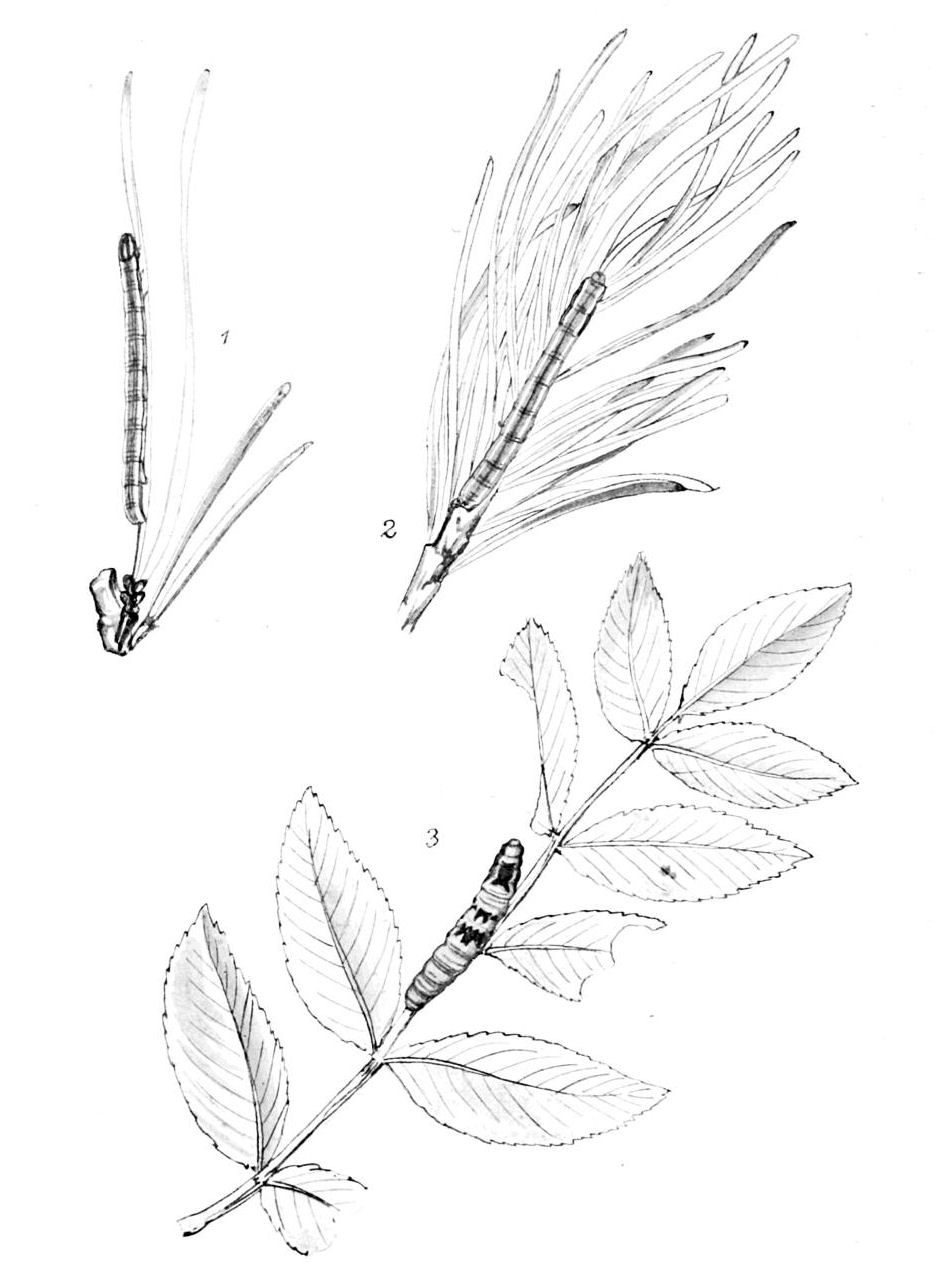
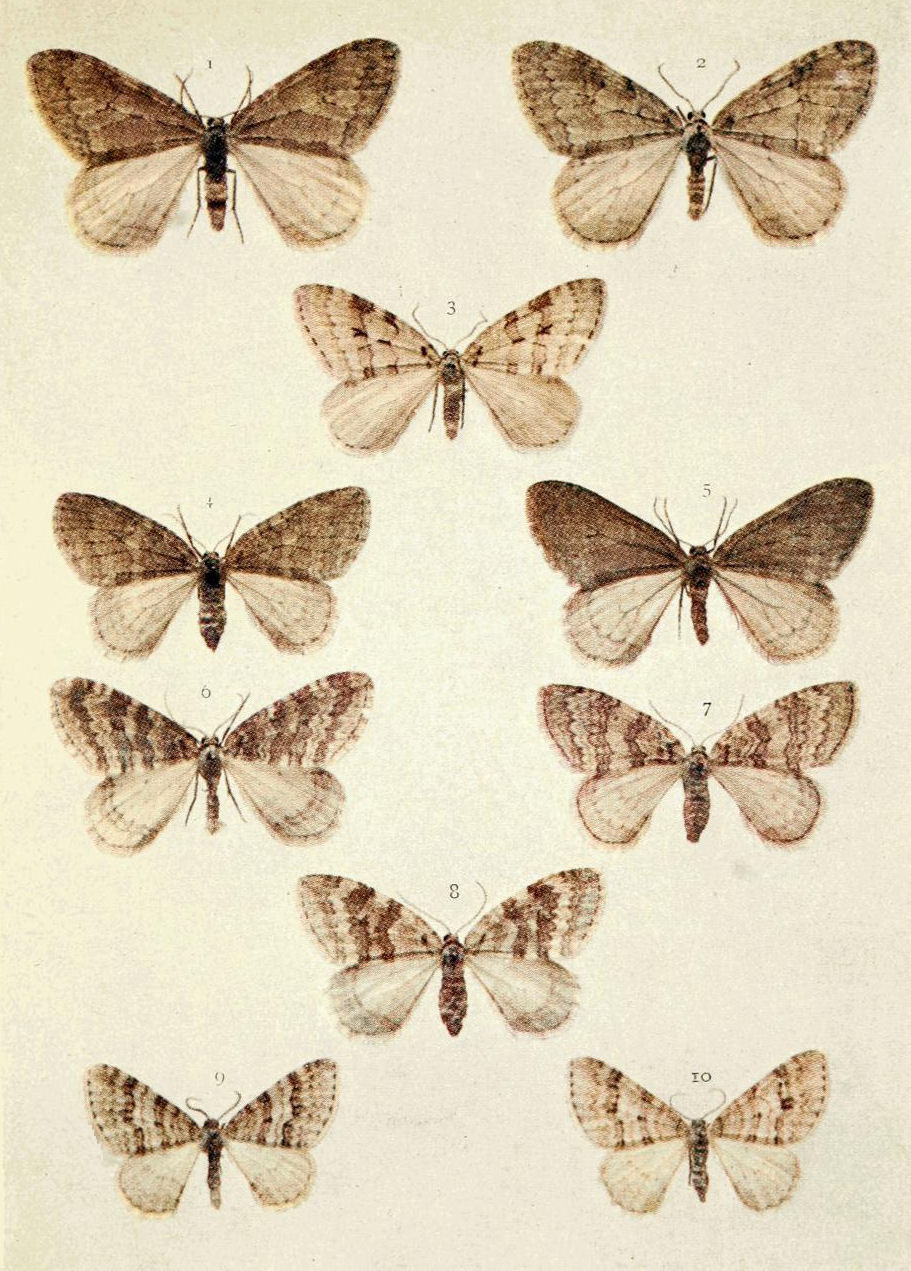